# Liste der Monuments historiques in Launois-sur-Vence
Die Liste der Monuments historiques in Launois-sur-Vence führt die Monuments historiques in der französischen Gemeinde Launois-sur-Vence auf.

## Liste der Immobilien
| Bezeichnung                       | Beschreibung | Standort                       | Kennzeichnung | Schutzstatus | Datum | Bild           |
| --------------------------------- | --- | ------------------------------ | ------------- | ------------ | ----- | -------------- |
| Relaisstation der berittenen Post | Wohngebäude aus der zweiten Hälfte des 18. Jahrhunderts; Stallungen und Scheunen in der Mitte des 19. Jahrhunderts für landwirtschaftliche Zwecke umgebaut; eine der wenigen erhaltenen Relaisstationen aus dem Ancien Régime | 25 avenue Roger Ponsart (Lage) | PA00132580    | Inscrit      | 1994  | weitere Bilder |
| Kirche St-Étienne                 | ab dem 12. Jahrhundert | Place Henri Jurion (Lage)      | PA00078455    | Classé       | 1913  | weitere Bilder |

## Liste der Objekte
| Bezeichnung                    | Beschreibung | Standort                        | Kennzeichnung | Schutzstatus | Datum | Bild |
| ------------------------------ | --- | ------------------------------- | ------------- | ------------ | ----- | ---- |
| Taufbecken                     | Stein, bemalt, 12. Jahrhundert                                                                                      | in der Kirche St-Étienne (Lage) | PM08000288    | Classé       | 1963  |      |
| Pietà                          | Stein, 16. Jahrhundert                                                                                              | in der Kirche St-Étienne (Lage) | PM08000286    | Classé       | 1911  |      |
| Hubertusaltar                  | linker Seitenaltar; Altartisch und Retabel: Kalkstein, Marmor, 18. Jahrhundert; Gemälde: Ölfarbe auf Leinwand, 1823 | in der Kirche St-Étienne (Lage) | PM08001239    | Inscrit      | 1988  |      |
| Skulpturengruppe Taufe Christi | Holz, 18. Jahrhundert                                                                                               | in der Kirche St-Étienne (Lage) | PM08000287    | Classé       | 1911  |      |